# تپه مطلب
تپه مطلب مربوط به دوره اشکانیان - دوره ساسانیان است و در شهرستان گرمی، روستای تیکانلو، شرق رودخانه حین سو واقع شده و این اثر در تاریخ ۲۵ اسفند ۱۳۴۵ با شمارهٔ ثبت ۶۲۷ به‌عنوان یکی از آثار ملی ایران به ثبت رسیده است.